# Кузьминичи (Починковский район)
Кузьминичи — деревня в Починковском районе Смоленской области России. Входит в состав Стодолищенского сельского поселения. По состоянию на 2007 год постоянного населения не имеет. 
Расположена в центральной части области в 26 км к юго-востоку от Починка, в 10 км западнее автодороги А141 Орёл — Витебск. В 10 км северо-восточнее деревни расположена железнодорожная станция Стодолище на линии Смоленск — Рославль. 

## История
В годы Великой Отечественной войны деревня была оккупирована гитлеровскими войсками в июле 1941 года, освобождена в сентябре 1943 года.